# Vokovice
Vokovice – część Pragi od 1922. W 2006 zamieszkiwało ją 11 230 mieszkańców.